# Tres Lomas (partido)
Tres Lomas (Partido de Tres Lomas) is een partido in de Argentijnse provincie Buenos Aires. Het bestuurlijke gebied telt 7.439 inwoners. Tussen 1991 en 2001 daalde het inwoneraantal met 2,07 %.

## Plaatsen in partido Tres Lomas
- Ingeniero Thompson
- Tres Lomas